# آربینگ
آربینگ (به آلمانی: Arbing) یک منطقهٔ مسکونی در اتریش است که در ناحیه پرگ واقع شده‌است. آربینگ ۱۲٬۰۱ کیلومتر مربع مساحت دارد ۲۷۸ متر بالاتر از سطح دریا واقع شده‌است.